# Manuel Rodríguez Barros
Manuel Rodríguez Barros (Ponteareas, 13 d'agost de 1926 - Ponteareas, 20 d'octubre de 1997) va ser un ciclista espanyol, que va córrer entre 1947 i 1960. Va pertànyer a una família de tradició ciclista en la qual també foren professionals els seus germans Delio, Emilio i Pastor.
Els seus principals èxits els aconseguí el 1951, quan guanyà una etapa de la Volta a Catalunya i diverses curses menors. A la Volta a Espanya quedà tres vegades entre els 10 primers, sent la seva millor classificació la segona posició aconseguida el 1950.

## Palmarès
- 1949
  - 1r al Circuit del Sardinero
- 1950
  - 1r a la Pujada a Arrate
- 1951
  - 1r al Trofeu Masferrer
  - 1r a la Pujada a Arrate
  - 1r a la Pujada a Arantzazu
  - Vencedor d'una etapa de la Volta a Catalunya
- 1952
  - Vencedor de la classificació de la muntanya a la Volta a Portugal

### Resultats a la Volta a Espanya
- 1948. 7è de la classificació general
- 1950. 2n de la classificació general
- 1955. 22è de la classificació general
- 1956. 10è de la classificació general
- 1957. 27è de la classificació general

### Resultats al Tour de França
- 1951. 44è de la classificació general
- 1954. 45è de la classificació general